# Liste der Baudenkmäler in Zandt

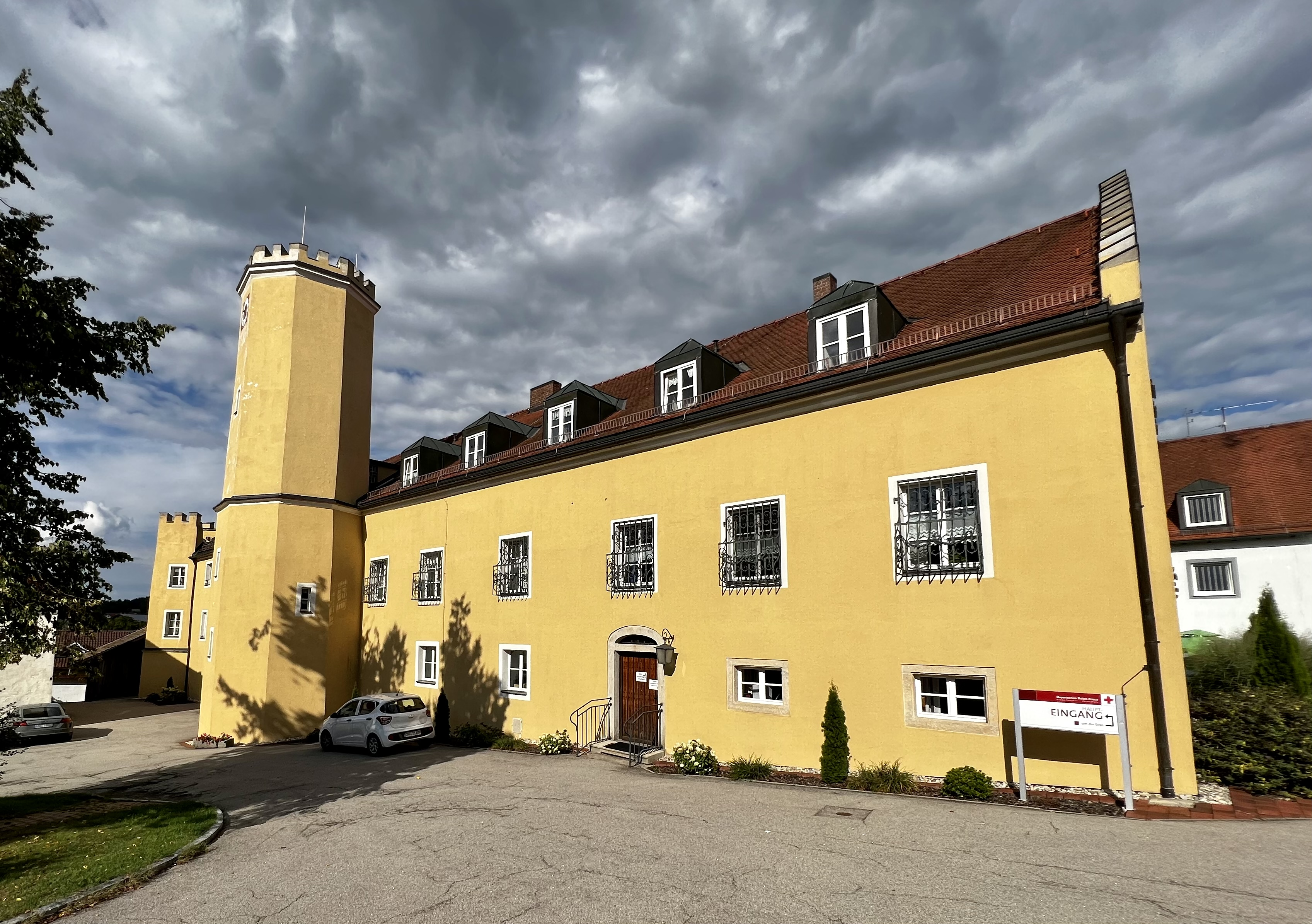
Schloss Zandt

Auf dieser Seite sind die Baudenkmäler in der Oberpfälzer Gemeinde Zandt zusammengestellt. Diese Tabelle ist eine Teilliste der Liste der Baudenkmäler in Bayern. Grundlage ist die Bayerische Denkmalliste, die auf Basis des Bayerischen Denkmalschutzgesetzes vom 1. Oktober 1973 erstmals erstellt wurde und seither durch das Bayerische Landesamt für Denkmalpflege geführt wird. Die folgenden Angaben ersetzen nicht die rechtsverbindliche Auskunft der Denkmalschutzbehörde.

## Baudenkmäler nach Ortsteilen

### Zandt
| Lage                        | Objekt                                     | Beschreibung | Akten-Nr.    | Bild                                       |
| --------------------------- | ------------------------------------------ | --- | ------------ | ------------------------------------------ |
| Chamer Straße 12 (Standort) | Friedhofskapelle                           | Saalbau mit Walmdach und Giebeldachreiter, 1919 | D-3-72-177-1 | BW                                         |
| Kirchplatz 12 (Standort)    | Katholische Filialkirche Mariä Himmelfahrt | Saalbau mit eingezogenem Chor, Fassadenturm mit Spitzdach, Lisenengliederungen, neugotisch, 1880; mit Ausstattung, Darunter Taufstein, hochovales Becken mit Menschenköpfen, Granit, um 1320                                                         | D-3-72-177-2 | Katholische Filialkirche Mariä Himmelfahrt |
| Schloßplatz 1 (Standort)    | Ehemaliges Schloss                         | Zwei- bis dreigeschossiger traufständiger Satteldachbau mit Ecktürmen, Treppengiebeln und Seitenturm, Türme mit Zinnenabschluss, Neubau wohl vor 1527, Erweiterungsbau nach Süden um 1800, barocker Ausbau, mit historisierenden Umgestaltungen 1851 | D-3-72-177-4 | weitere Bilder                             |
| Schloßstraße 8 (Standort)   | Wohn- und Geschäftshaus                    | Ehemaliger zum Schloss gehöriger zweigeschossiger Walmdachbau, 18./19. Jahrhundert | D-3-72-177-6 | BW                                         |

### Dietersdorf
| Lage                      | Objekt      | Beschreibung | Akten-Nr.    | Bild        |
| ------------------------- | ----------- | --- | ------------ | ----------- |
| Dietersdorf 16 (Standort) | Waldlerhaus | Eingeschossiger und traufständiger Blockbau mit Kniestock, Giebelschrot und Flachsatteldach mit Legschindeldeckung, 1. Hälfte 19. Jahrhundert | D-3-72-177-8 | Waldlerhaus |

### Eichelhof
| Lage                    | Objekt                               | Beschreibung | Akten-Nr.     | Bild |
| ----------------------- | ------------------------------------ | --- | ------------- | ---- |
| Eichelhof 1 (Standort)  | Bauernhaus, ehemaliges Wohnstallhaus | Zweigeschossiger Blockbau mit Satteldach und Giebelschrot, wohl 1. Hälfte 19. Jahrhundert, Dach später aufgesteilt | D-3-72-177-9  | BW   |
| Eichelhof 4a (Standort) | Ehemaliges Wohnstallhaus             | Zweigeschossiger und traufständiger Blockbau mit Satteldach und Giebelschrot, wohl 1. Hälfte 19. Jahrhundert       | D-3-72-177-10 | BW   |

### Harrling
| Lage                                   | Objekt                                       | Beschreibung | Akten-Nr.     | Bild                                         |
| -------------------------------------- | -------------------------------------------- | --- | ------------- | -------------------------------------------- |
| Dorfstraße 9; Dorfstraße 11 (Standort) | Katholische Expositurkirche St. Bartholomäus | Saalbau mit Walmdach und Ostturm mit Zwiebelhaube und Pilastergliederung, 1761/67, Umbauten 1. Hälfte 19. Jahrhundert; mit Ausstattung | D-3-72-177-11 | Katholische Expositurkirche St. Bartholomäus |
| Lindenweg 4 (Standort)                 | Bauernhaus                                   | Zweigeschossiger, giebelständiger und verputzter Blockbau mit Satteldach und Giebelschrot, Mitte 19. Jahrhundert                       | D-3-72-177-12 | BW                                           |

### Kühberg
| Lage                 | Objekt               | Beschreibung                                                                                                   | Akten-Nr.     | Bild |
| -------------------- | -------------------- | --- | ------------- | ---- |
| Kühberg 1 (Standort) | Ehemalige Hofkapelle | Darüber aufsitzender Blockbau-Getreidekasten mit Resten von Verschindelung und Satteldach, 17./18. Jahrhundert | D-3-72-177-13 | BW   |

### Liebenau
| Lage                  | Objekt                                         | Beschreibung | Akten-Nr.     | Bild |
| --------------------- | ---------------------------------------------- | --- | ------------- | ---- |
| Liebenau 6 (Standort) | Ehemaliges Hofmarkschloss, jetzt Bauernanwesen | Zweigeschossiger Flachsatteldachbau, Bruchsteinbau mit Blockbau-Giebel und Resten von Verschindelung, spätmittelalterlich; Umgeben von ausgetrocknetem Wassergraben | D-3-72-177-14 | BW   |